# Rimantadin
Rimantadin (Handelsname in den USA: Flumadine®) ist ein Wirkstoff zur Behandlung und seltener auch Vorbeugung gegen Influenza des Typs A und wurde von der FDA im Jahre 1993 zugelassen.
Die Centers for Disease Control and Prevention empfahlen im Januar 2006, Rimantadin und Oseltamivir beim Influenza-Typ H3N2 nicht mehr zu verschreiben, nachdem ein Anstieg der Resistenz von 2 % im Jahre 2004 über 11 % im Jahre 2005 auf 91 % beobachtet worden war.
Es handelt sich um ein Derivat von Adamantan.

## Synthese
Die Synthese von racemischen Rimantadin geht vom 1-Adamantoylchlorid aus, wobei im ersten Schritt mit Malonsäurediethylester und Magnesium das 1-Acetyladamantan gebildet wird. Dieses kann über das Oxim mit anschließender Reduktion mittels Lithiumaluminiumhydrid oder direkt durch eine reduktive Aminierung in Gegenwart von Cobaltkatalysatoren zur Zielverbindung umgesetzt werden.
Die Racematspaltung kann mit enantiomerenreinen Tartranil erfolgen.